# Srednij
Srednij (in russo Средний?) è un insediamento di tipo urbano della Russia, situato nell'Oblast' di Irkutsk.